# Kautz-Graph
Der Kautz-Graph {\displaystyle K_{M}^{N+1}}, benannt nach William H. Kautz (* 1924), ist ein Digraph (gerichteter Graph) vom Grad {\displaystyle M} und Dimension {\displaystyle N+1} mit {\displaystyle (M+1)M^{N}} Ecken. Die Ecken sind bezeichnet mit allen möglichen Zeichenketten {\displaystyle s_{0}\cdots s_{N}} der Länge {\displaystyle N+1} aus Zeichen des Alphabets {\displaystyle A}, das {\displaystyle M+1} unterschiedliche Symbole enthält, mit der Einschränkung, dass nebeneinander gelegene Zeichen in der Zeichenkette nicht gleich sein dürfen ({\displaystyle s_{i}\neq s_{i+1}} für {\displaystyle i=0,\ldots ,N-1}).
Der Kautz-Graph  {\displaystyle K_{M}^{N+1}} hat {\displaystyle (M+1)M^{N+1}} gerichtete Kanten
{\displaystyle \{(s_{0}s_{1}\cdots s_{N},s_{1}s_{2}\cdots s_{N}s_{N+1})|s_{i}\in A,\;s_{i}\neq s_{i+1}\}}
Normalerweise markiert man diese Kanten von {\displaystyle K_{M}^{N+1}} mit
{\displaystyle s_{0}s_{1}\cdots s_{N+1}}, wodurch man eine 1:1-Entsprechung zwischen Kanten des Kautz-Graphen {\displaystyle K_{M}^{N+1}} und Ecken des Kautz-Graphen {\displaystyle K_{M}^{N+2}} erhält.
Kautz-Graphen sind eng verwandt mit De-Bruijn-Graphen.

## Eigenschaften
- Für festen Grad {\displaystyle M} und Anzahl der Ecken {\displaystyle V=(M+1)M^{N}} hat der Kautz-Graph den kleinsten möglichen Durchmesser eines gerichteten Graphen mit {\displaystyle V} Ecken und Grad {\displaystyle M}.
- Alle Kautz-Graphen haben gerichtete Eulerkreise
- Alle Kautz-Graphen haben einen gerichteten Hamiltonschen Kreis
- Ein Grad-{\displaystyle k} Kautz-Graph hat {\displaystyle k} unverbundene gerichtete Wege von beliebigem Knoten {\displaystyle x} zu beliebigem anderen Knoten {\displaystyle y}.